# King of a Land
King of a Land è il diciassettesimo album in studio del cantautore Yusuf / Cat Stevens, pubblicato il 16 giugno 2023.

## Tracce
Testi e musiche di Yusuf / Cat Stevens.
Lato A
1. Train on a Hill – 3:09
2. King of a Land – 4:14
3. Pagan Run – 4:33
4. He Is True – 1:40
5. All Nights, All Days – 2:22
6. Another Night in the Rain – 3:53

Lato B
1. Things – 3:05
2. Son of Mary – 4:39
3. Highness – 3:56
4. The Boy Who Knew How to Climb Walls – 4:26
5. How Good It Feels – 4:35
6. Take The World Apart – 2:44

## Formazione
Musicisti
- Yusuf / Cat Stevens – voce, tastiere, cori (tracce: 2, 4, 6, 12), chitarra (tracce: 6, 7, 11), organo Hammond (tracce: 4, 7), battimani (traccia: 3)
- Jo Ambros – chitarra elettrica (tracce: 5, 6, 9), pedal steel guitar (traccia: 5)
- Eric Appapoulay – chitarra elettrica (tracce: 3, 7,), chitarra acustica (traccia: 3), slide guitar (tracce: 2, 10), chitarra a 12 corde (tracce: 1, 7)
- Jon Ashton-Thomas – arrangiamento (tracce: 3, 9), basso elettrico (traccia: 9), percussioni (traccia: 9)
- Bruce Lynch – basso elettrico, (tracce: 2, 4, 8, 11, 12), basso acustico (tracce: 1, 3) tastiere (traccia: 1)
- Russ Kunkel – batteria, percussioni (tracce: 1, 2, 3, 11), battimani (tracce: 3, 7)
- Peter John Vettese – tastiere (tracce: 2, 3, 7, 8, 11), mellotron (traccia: 4), piano (traccia: 5), organo (traccia: 3), archi (traccia: 2), flauto (traccia: 2), ottavino (traccia: 2), tuba (traccia: 2)
- Kwame Yeboah – batteria (tracce: 7, 10), shaker (traccia: 7), sintetizzatore (traccia: 6), cori (tracce: 4, 10)

- Martin Allcock – basso fretless (traccia: 7)
- Angel Kids – coro di bambini (traccia: 2)
- Marlon Browden – batteria (tracce: 5, 6, 9)
- Alun Davies – battimani (traccia: 7)
- Stefan Fuhr – basso (tracce: 5, 6, 9)
- Michelle John – cori (tracce: 3, 9)
- Jel Jongen – trombone (tracce: 1, 3)

- Carlo Mertens – trombone (tracce: 1, 3)
- Serge Plume – tromba (tracce: 1, 3)
- Hanna Roos – soprano (tracce: 4, 11)
- Paul Samwell-Smith – cori (traccia: 4)
- Frank Schellenberger – tastiere (tracce: 6, 9)
- Beverley Skeete – cori (tracce: 3, 9)

Altri crediti
- David Hefti – missaggio, ingegnere del suono (eccetto tracce: 10, 12)
- Paul Hicks – missaggio (tracce: 3, 5, 7, 9, 10, 12)
- Mazen Murad – ingegnere del suono
- Nick Wollage – ingegnere del suono (traccia: 9), arrangiamento (traccia: 11)
- Jason Yarde – arrangiamento (traccia: 1)